# Wano Saradschischwili

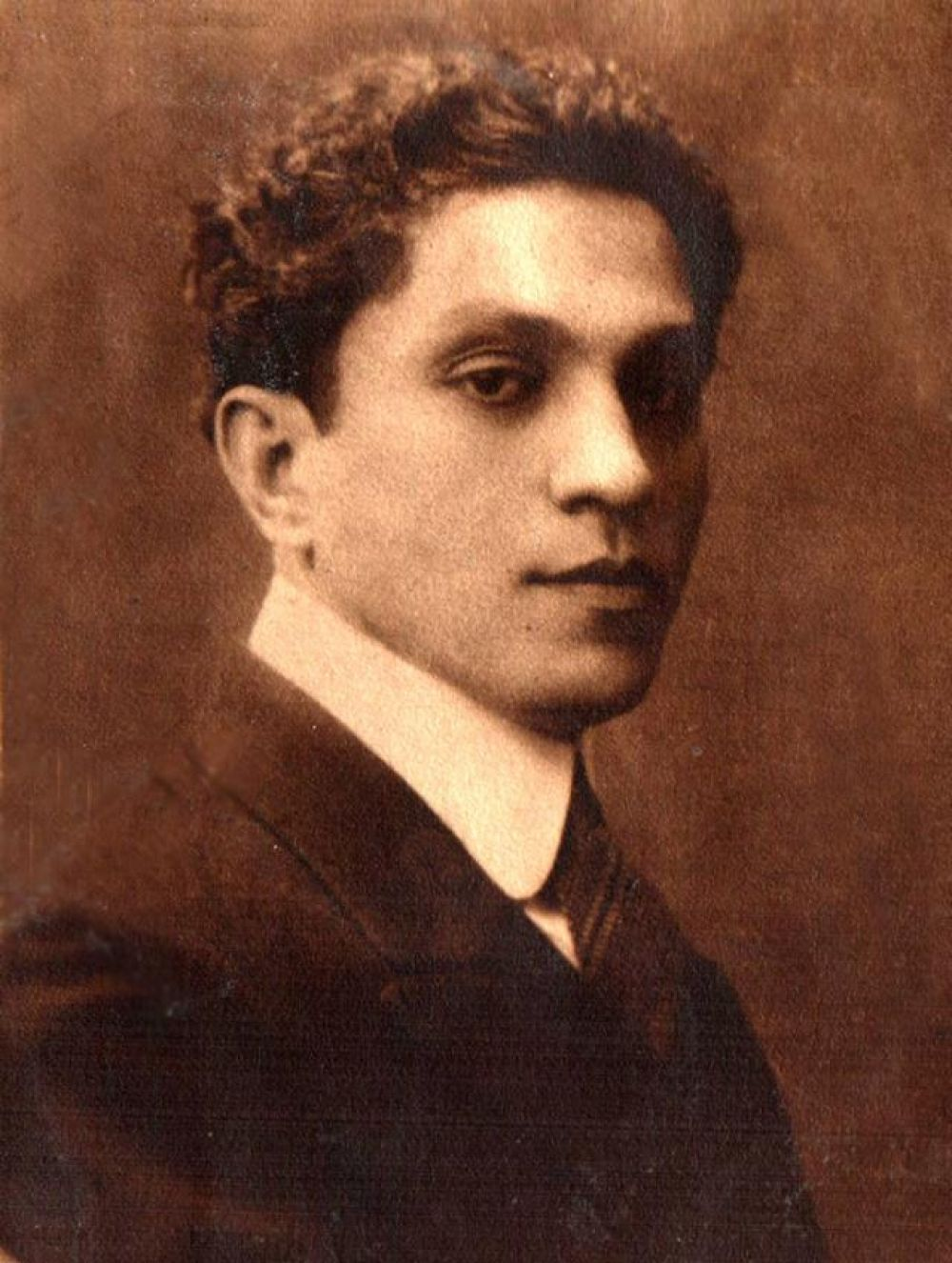
Wano Saradschischwili

Wano Saradschischwili (georgisch ივანე (ვანო) პეტრეს ძე სარაჯიშვილი, Transkription Iwane (Wano) Petres dse Saradschischwili, wiss. Transliteration Ivane (Vano) Petres je Saraǰišvili; russisch Иван Петрович Сараджишвили, Transkription Iwan Petrowitsch Saradschischwili; englische Schreibweise Vano Sarajishvili; geboren am 1. Maijul. / 13. Mai 1879greg. in Sighnaghi, Kachetien, Russisches Kaiserreich; gestorben am 11. November 1924 in Tiflis, Georgische SSR, Sowjetunion) war ein georgisch-sowjetischer Opernsänger (Tenor).

## Leben
Wano Saradschischwili wuchs in der Familie eines Lehrers auf. Ab 1888 lebte er in Tiflis, wo er bis 1895 das Gymnasium besuchte. Danach sang er als Solist im Chor (1897–1900) und lernte ab 1898 Violoncello an der Musikschule in Tiflis. Es folgten erste Konzertauftritte mit Sakaria Paliaschwili.
1903 ging er nach Sankt Petersburg und nahm dort Gesangsunterricht bei Ippolit Petrowitsch Prjanischnikow, später bei Alexandra Walerjanowna Panajewa-Karzowa (1853–1941). Er trat 1903 zum ersten Mal bei einem Abendkonzert mit dem georgischen Lied Урмули (Аробная) auf. 1906, anderen Angaben zufolge 1907, folgte sein Bühnendebüt in Sankt Petersburg mit der Partie des Alfredo Germont in Giuseppe Verdis La traviata, einer Produktion der Operntruppe um Alexei Akakijewitsch Zereteli (1864–1942), bei der er mit Berühmtheiten wie Titta Ruffo und Lina Cavalieri auftrat. Im selben Jahr feierte er weitere Opernerfolge in Tiflis mit Eugen Onegin, La traviata, Faust und Rigoletto.
In den Jahren 1906 bis 1908 vervollkommnete er seine Gesangsausbildung in Italien und debütierte 1908 an der Mailänder Scala, worauf eine Tournee nach Turin, Parma, Triest, Paris, Nizza, Brüssel und in deutsche Städte folgte.
Ab 1908 war er wieder in Sankt Petersburg in einer italienischen Operntruppe tätig und trat u. a. mit Eugenio Giraldoni (1871–1924) auf. 1914 gab Saradschischwili weitere Gastspiele in Tiflis, Saratow, Moskau, Sankt Petersburg, Kiew, Charkow und Kislowodsk. In den Jahren 1915–1916 tourte er mit der Operntruppe von Iwan Petrowitsch Paliaschwili durch Städte wie Jekaterinburg, Perm, Chabarowsk, Blagoweschtschensk, Tschita, Jakutsk, Omsk und Tomsk. 
In den Jahren 1916–1917 war er Solist an der Oper Baku, ab 1918 bis zu seinem Tod Solist an der Oper Tiflis.
Saradschischwili starb im November 1924 in Tiflis. Seine Grabstätte, wie auch die von Sakaria Paliaschwili und Odissei Dimitriadi,  befindet sich am Opernhaus.
Nach ihm benannt wurden u. a. das Staatliche Wano-Saradschischwili-Konservatorium (1947), eine Straße und eine U-Bahn-Station in Tiflis.

## Schaffen
Saradschischwili war Tenor, sowohl im lyrischen wie auch im dramatischen Stimmfach. Von Zeitgenossen wurde er als „Georgische Nachtigall“ und als „Georgischer Orpheus“ bezeichnet, seine Stimme wurde als warm und temperamentvoll beschrieben. Er gilt als einer der Begründer des professionellen georgischen Operngesangs. Saradschischwili verband in seinen Interpretationen Elemente der russischen Gesangsschule, des italienischen Belcanto und der georgischen Tradition miteinander.
Zu seinem Repertoire gehörten rund 35 Opern. Neben den bereits genannten Partien sang er u. a. Schota (in Сказание о Шота Руставели von Dimitri Araqischwili), Abessalom und Malchas (in Абесалом и Этери und Даиси von Sakaria Paliaschwili), Lenski und German (in Tschaikowskis Eugen Onegin und Pique Dame), Don José (in Bizets Carmen), Almaviva (in Rossinis Barbier von Sevilla), Romeo (in Gounods Roméo et Juliette), die Titelrolle in Aubers Fra Diavolo, Wilhelm Meister in Thomas’ Mignon, Radames in Verdis Aida, Cavaradossi in Puccinis Tosca, Walther von Stolzing in Wagners Die Meistersinger von Nürnberg und die Titelrolle in Lohengrin.

## Film
1923 verkörperte Saradschischwili die Rolle des Iago in dem Film Mamis mkvleli von Amo Bek-Nazaryan.